# Talbot County (Georgia)
Das Talbot County ist ein County im Bundesstaat Georgia der Vereinigten Staaten. Der Verwaltungssitz (County Seat) ist Talbotton.

## Geographie
Das County liegt im Westen von Georgia, ist etwa 50 km von Alabama entfernt und hat eine Fläche von 1022 Quadratkilometern, wovon vier Quadratkilometer Wasseroberfläche sind, und grenzt im Uhrzeigersinn an folgende Countys: Upson County, Taylor County, Marion County, Chattahoochee County, Muscogee County, Harris County und Meriwether County.

## Geschichte
Talbot County wurde am 14. Dezember 1827 als 74. County aus Teilen des Muscogee County gebildet. Benannt wurde es nach Gouverneur Matthew Talbot, der auch Präsident des Senats von Georgia war.

## Demografische Daten
Laut der Volkszählung von 2010 verteilten sich die damaligen 6865 Einwohner auf 2832 bewohnte Haushalte, was einen Schnitt von 2,42 Personen pro Haushalt ergibt. Insgesamt bestehen 3399 Haushalte.
67,2 % der Haushalte waren Familienhaushalte (bestehend aus verheirateten Paaren mit oder ohne Nachkommen bzw. einem Elternteil mit Nachkomme) mit einer durchschnittlichen Größe von 2,98 Personen. In 28,4 % aller Haushalte lebten Kinder unter 18 Jahren sowie in 31,6 % aller Haushalte Personen mit mindestens 65 Jahren.
23,9 % der Bevölkerung waren jünger als 20 Jahre, 19,2 % waren 20 bis 39 Jahre alt, 32,9 % waren 40 bis 59 Jahre alt und 23,9 % waren mindestens 60 Jahre alt. Das mittlere Alter betrug 46 Jahre. 47,3 % der Bevölkerung waren männlich und 52,7 % weiblich.
39,0 % der Bevölkerung bezeichneten sich als Weiße, 59,2 % als Afroamerikaner, 0,3 % als Indianer und 0,1 % als Asian Americans. 0,4 % gaben die Angehörigkeit zu einer anderen Ethnie und 1,0 % zu mehreren Ethnien an. 1,3 % der Bevölkerung bestand aus Hispanics oder Latinos.
Das durchschnittliche Jahreseinkommen pro Haushalt lag bei 36.957 USD, dabei lebten 20,7 % der Bevölkerung unter der Armutsgrenze.

## Orte im Talbot County
Orte im Talbot County mit Einwohnerzahlen der Volkszählung von 2010:
Cities:
- Manchester – 4230 Einwohner
- Talbotton (County Seat) – 970 Einwohner
- Woodland – 408 Einwohner

Towns:
- Geneva – 105 Einwohner
- Junction City – 177 Einwohner

## Politik
Wie die meisten mehrheitlich afroamerikanischen Bezirke in Georgia ist Talbot ein zuverlässiger demokratischer Bezirk. Zwischen 1880 und 2020 hat Talbot County nur dreimal die Republikaner gewählt, obwohl es 1968 auch für den amerikanischen unabhängigen Segregationisten George Wallace gestimmt hat.